# 경주 학도병 서명문 태극기
경주 학도병 서명문 태극기(慶州 學徒兵 書名文 太極旗)는 충청남도 천안시 목천읍, 독립기념관에 있는 태극기이다. 2008년 8월 12일 대한민국의 국가등록문화재 제391호로 지정되었다.

## 개요
한국전쟁 당시 경주에서 자원한 학도병 19용사 등이 출정 전에 태극기에 각자 소감을 적고 서명 한 태극기로 학도병들의 굳은 의지와 각오가 표현되어 있다.

## 같이 보기
- 학도의용군

## 참고 자료
- 경주 학도병 서명문 태극기 - 국가유산청 국가유산포털